# Liste des serpents les plus gros
Les plus grands serpents vivants au monde, que ce soit en longueur ou en poids, font partie des familles Boidae et Pythonidae. On y retrouve notamment les anacondas, les pythons et les boas constricteurs, qui sont tous des constricteurs non venimeux. Le plus long serpent venimeux, avec une longueur allant jusqu'à 5,6 m environ, est le cobra royal ; tandis que les prétendants au titre de serpent venimeux le plus lourd incluent la vipère du Gabon et le crotale diamantin de l'Est. Ces trois espèces atteignent toutes une masse maximale comprise entre 6–20 kg.

## Méthodologie
Il existe quatorze ou quinze espèces de serpents vivants dont la masse dépasse les 23 kg (50 livres) ; ils sont indiqués dans le tableau ci-dessous. Que le nombre soit de quatorze ou de quinze dépend de la question de savoir si une analyse d'ADN rapportée en 2024 aboutira à la reconnaissance de l'anaconda vert du Nord (« Eunectes akayima », répertorié dans la ligne 1b ci-dessous) comme une espèce distincte de l'anaconda vert ordinaire (du Sud) (Eunectes murinus).
Par ailleurs, toutes les espèces listées atteignent au moins les 6 m de king. Il existe également deux autres espèces qui atteignent presque cette longueur : le python Oenpelli (nom binomial Nyctophilopython oenpelliensis, Simalia oenpelliensis ou Morelia oenpelliensis), et le python olive (Liasis olivaceus). Les informations disponibles sur ces deux espèces sont plutôt limitées. Le python Oenpelli, en particulier, a été qualifié de python le plus rare au monde,,.
Il est important de savoir qu’il existe une variation considérable dans la taille maximale signalée de ces espèces, et la plupart des mesures ne sont pas véritablement vérifiables, de sorte que les tailles indiquées ne doivent pas être considérées comme définitives. En général, les longueurs rapportées sont probablement quelque peu surestimées. Malgré l'existence d'une prime permanente de récompense financière importante (initialement 1 000 $ offerte par le président américain Theodore Roosevelt au début des années 1900. plus tard augmentée à 5 000 $, puis 15 000 $ en 1978 et 50 000 $ en 1980) pour la capture d'un serpent vivant et en bonne santé de plus de 9 m de long, aucune tentative de réclamer la récompense n'a jamais été faite.
Bien qu'il soit généralement admis que le python réticulé est le plus long serpent du monde, la plupart des estimations de longueur dépassent 6 m ont été remis en question. Il a été suggéré que les records de longueur fiables pour les plus grands serpents doivent être établis à partir d'un cadavre peu de temps après la mort, ou, alternativement, à partir d'un serpent fortement sédaté, en utilisant un ruban d'acier et en présence de témoins, et que les mesures doivent être publiés (et de préférence enregistrées sur vidéo). Au moins un python réticulé a été mesuré sous anesthésie complète à 6,95 m, et des rapports scientifiques un peu moins fiables jusqu'à 10,05 m sont apparus.
Bien que le poids soit plus facile à mesurer de manière fiable que la longueur (par exemple, en mesurant simplement le poids d'un récipient avec et sans le serpent à l'intérieur et en soustrayant une mesure de l'autre), un facteur important dans le poids d'un serpent est de savoir s'il a été gardé en captivité et s'il a reçu une abondance inhabituelle de nourriture dans des conditions qui entraînent également une réduction des niveaux d'activité. De plus, le poids des spécimens sauvages est souvent réduit en raison d’infestations parasitaires qui sont éliminées par les soins vétérinaires en captivité. Ainsi, les poids les plus importants mesurés pour les spécimens en captivité dépassent souvent largement les poids les plus importants observés dans la nature pour la même espèce. Ce phénomène peut particulièrement affecter les mesures de poids des espèces d'anaconda qui sont particulièrement difficiles à garder en captivité en raison de leur nature semi-aquatique, ce qui fait que d'autres espèces ont des poids plus importants mesurés en captivité. En particulier, l'anaconda vert (Eunectes murinus) est un serpent particulièrement massif si l'on ne considère que les observations dans la nature.

## Liste des plus grandes espèces de serpent au monde
| Rang | Nom commun                | Nom scientifique                                           | Famille    | Masse | Image | Longueur | Habitat                        |
| ---- | ------------------------- | ---------------------------------------------------------- | ---------- | --- | ----- | --- | ------------------------------ |
| 1    | Anaconda vert             | Eunectes murinus                                           | Boidae     | Peut-être plus de 225 kg (questionnable) 97,5 kg : maximum certain Moyenne : 30,7 kg Généralement considéré comme étant le serpent le plus massif |       | Peut-être plus de 8,8 m (non confirmé) 6,27 m (fiable) 5,6 m (relativement fiable) 5,21 m (très fiable, mesuré) 3,7 m en moyenne 3,2 m (minimum adulte)                    |                                |
| 1b   | Anaconda vert du Nord     | "Eunectes akayima" (reconnu distinct du précédent en 2024) | Boidae     | Cf. ci-dessus |       | Cf. ci-dessus ; 6,3 m (non vérifié) |                                |
| 2    | Python birman             | Python bivittatus                                          | Pythonidae | 182,8 kg (mesuré en captivité) 98 kg (sûr, le plus lourd à l'état sauvage), 94 kg (sûr, à l'état sauvage),                                        |       | 5,6 m (sûr, le plus long spécimen trouvé à l'état sauvage), 2,35 m (longueur minimale d'un spécimen adulte)                                                                |                                |
| 3    | Python réticulé           | Malayopython reticulatus                                   | Pythonidae | 158 kg, 156 kg, 59 kg pour un spécimen sauvage à jeun depuis 3 mois                                                                               |       | 10,05 m (pas strictement vérifié), 7,92 m (fiable), 7,67 m (fiable) 7,3 m (fiable), Longueur adulte minimale : 3,04 m                                                      |                                |
| 4    | Python de Seba            | Python sebae                                               | Pythonidae | jusqu'à 113 kg (non vérifié), 92 kg (fiable), |       | 7,5 m (non vérifié strictement), 6,5 m (fiable) Longueur adulte minimale : 3 m                                                                                             | (Zone verte sur la carte)      |
| 5    | Python sud-africain       | Python natalensis                                          | Pythonidae | 80 kg pour le spécimen le plus gros 65 kg (fiable)                                                                                                |       | 6 m (pas strictement vérifié) 5,8 m (fiable) 2,8-4 m (longueur typique) | (Zone orange sur la carte)     |
| 6    | Python molure             | Python molurus                                             | Pythonidae | 91 kg (pas sûr), 52 kg (fiable) |       | 6,4 m (non strictement vérifié), 4,6 m (fiable) |                                |
| 7    | Python australien         | Simalia kinghorni                                          | Pythonidae | 35 kg (fiable) |       | Jusqu'à 7,2 m, voire 8 m, pour des rapports isolés non strictement vérifiés, 5,65 m (fiable), Longueur adulte minimale : 1,8 m Peu d'information disponible sur sa taille, | (Zone vert foncé sur la carte) |
| 8    | Pyhton améthyste (en)     | Simalia amethistina                                        | Pythonidae | Au moins 20 kg ; probablement plusPeu d'information disponible,                                                                                   |       | Peut atteindre 5,5 m 4,72 m (fiable) Peu d'information disponible sur sa taille,                                                                                           | (Zone orange sur la carte)     |
| 9    | Anaconda jaune            | Eunectes notaeus                                           | Boidae     | Usuellement 25-35 kg, même si des spécimens plus massifs peuvent atteindre les 40-55 kg                                                           |       | 4,6 m, raisonnablement fiable, Typiquement 3-4 m | Amérique du Sud                |
| 10   | Boa constricteur          | Boa constrictor                                            | Boidae     | Plus de 45 kg |       | Possiblement jusqu'à 4,3 m Des tailles supérieures ont été prouvées fausses,                                                                                               | [ 56 ]                         |
| 11   | Boa de Cuba               | Chilabothrus angulifer                                     | Boidae     | Maximum de 40 kg (fiable) 27 kg (60 lb), reliable                                                                                                 |       | 5,65 m pour le plus long spécimen 4,8 m, | Cuba                           |
| 12   | Anaconda de Béni          | Eunectes beniensis                                         | Boidae     | 35 kg |       | 3,2 m pour le plus long spécimen Typiquement dans les 2 m, Peu d'information disponible                                                                                    | Département du Beni (Bolivie)  |
| 13   | Anaconda à taches sombres | Eunectes deschauenseei                                     | Boidae     | 30 kg |       | 3 m (relativement fiable), |                                |
| 14   | Python de Papouasie       | Apodora papuana                                            | Pythonidae | 22 kg (poids rapporté) Peu d'information disponible                                                                                               |       | 4,39 m (raisonnablement fiable), 4 m Entre 1,4 et 3,6 m pour la majorité des spécimens Peu d'information disponible                                                        | Papouasie                      |